# Панарин, Анатолий Романович
Анатолий Романович Панарин (род. 25 октября 1936 года, Самарканд, Узбекская ССР, СССР - 27 февраля 2009 года, Россия) — советский и узбекский боксер. Мастер спорта СССР, двукратный чемпион Узбекистана, заслуженный тренер Узбекистана, заслуженный работник физической культуры и спорта.

## Биография
Анатолий Романович восстановил в Самарканде школу бокса под эмблемой боксерского клуба "Спартак" и долгое время преподавал в ней. Школа подготовила много талантливых боксеров.

## Воспитанники
- Николай Юрьевич Анфимов — Неоднократный чемпион Узбекистана, победитель первенства СССР по юношам 1968 и по молодежи 1970. Чемпион Европы по молодежи 1970 ,чемпион V спартакиады народов СССР 1971. Чемпион 1972 и неоднократный призер чемпионатов СССР. Чемпион спартакиады Дружественных армий и стран варшавского договора 1974. Победитель сильнейших международных турниров и матчевых встреч в том числе СССР-США. Участник летних Олимпийских игр 1972 года в Мюнхене.
- Александр Юрьевич Анфимов - Неоднократный чемпион Узбекистана , 2-х кратный чемпион Дружественных Армий и стран варшавского договора. Победитель международных турниров и матчевых встреч. МСМК.
- Шерзод Назаров — чемпион Узбекистана, профессиональный боец[4].

## Примечание
1. ↑  Ветераны бокса / Федерация любительского бокса Узбекистана. www.olympicboxing.uz. Дата обращения: 23 августа 2019. Архивировано 23 августа 2019 года.
2. ↑  Боксерский клуб «Спартак». profboxtr.ru. Дата обращения: 29 августа 2019.
3. ↑  Бокс. usport.uz. Дата обращения: 23 августа 2019. Архивировано 23 августа 2019 года.
4. ↑  BoxRec: Sherzod Nazarov. boxrec.com. Дата обращения: 23 августа 2019. Архивировано 23 августа 2019 года.